# Paul Méfano
Paul Méfano (ur. 6 marca 1937 w Basrze, zm. 15 września 2020) – francuski kompozytor.

## Życiorys
Kształcił się w École normale de musique de Paris i Konserwatorium Paryskim, gdzie jego nauczycielami byli Andrée Vaurabourg-Honegger, Darius Milhaud, Georges Dandelot i Olivier Messiaen. Kształcił się także na kursach w Bazylei u Pierre’a Bouleza, Karlheinza Stockhausena i Henri Pousseura. Od 1966 do 1968 roku przebywał na stypendium w Stanach Zjednoczonych. W latach 1968–1969 był stypendystą Deutscher Akademischer Austauschdienst w Berlinie. W 1972 roku założył zespół 2e2m, specjalizujący się w wykonawstwie muzyki współczesnej.
Kawaler Orderu Narodowego Zasługi (1980) i Komandor Orderu Sztuki i Literatury (1985).

## Twórczość
Był przedstawicielem nurtu postserialnego we współczesnej awangardzie, tworzył muzykę o złożonej fakturze instrumentalnej, pokrewną stylowi Pierre’a Bouleza. Operował schromatyzowanym materiałem dźwiękowym, ujętym w płynne ramy czasowe, wykorzystując formy otwarte. Zrywał z tradycyjną symfoniką, preferując mniejsze formy instrumentalne, często o nieustalonej liczbie wykonawców. 

## Wybrane kompozycje
(na podstawie materiałów źródłowych)

### Utwory orkiestrowe
- Danse bulgare na smyczki (1959, zrewid. 1980)
- Variations libre na smyczki (1959, zrewid. 1980)
- Incidences na fortepian i orkiestrę (1960)
- Signe-oubli na 22 wykonawców (1972)
- A Bruno Maderna na wiolonczelę, smyczki i taśmę (1980)
- Voyager (1989)

### Utwory kameralne
- Involutive na klarnet (1958)
- Estampes japonaises na flet i fortepian (1959)
- Captive na flet (1962)
- Interférences na fortepian, róg i 10 wykonawców (1966)
- N na flet i dźwięki generowane elektronicznie (1972)
- Ondes (espaces mouvants) na 10 wykonawców (1975)
- Eventails na flet amplifikowany (1976)
- Mouvement calme na kwartet smyczkowy i zespół smyczkowy (1976)
- Périple na saksofonistę lub saksofonistów i dźwięki generowane elektronicznie (1978)
- Gradiva na flet (1978)
- Traits suspendus na flet (1980)
- Ensevelie na flet (1986)
- Tige na saksofon (1986)
- Scintillante na fagot i dźwięki generowane elektronicznie (1990)
- Asahi na obój i dźwięki generowane elektronicznie (1992)
- Matrice des vents na shō i dźwięki generowane elektronicznie (1992)
- Mon ami Emile na flet, klarnet, fortepian i kwartet smyczkowy (1996; także wersja na flet, klarnet, fortepian, fisharmonię i kwartet smyczkowy 1998)
- Cinq pièces na 2 skrzypiec (1998)
- Hélios na flet altowy i trio smyczkowe (1998)
- Alone na skrzypce (1999)

### Utwory fortepianowe
- Evocations à l’usage des jeunes filles (1956)
- Croqui pour un adolescent (1957)
- Mémoire de la porte blanche (1991)

### Utwory wokalno-instrumentalne
- Trois Chants crepusculaires na sopran i fortepian (1958)
- Estampes japonaises na sopran i zespół instrumentów (1959)
- Madrigal na 3 głosy żeńskie lub 2 głosy męskie i kontratenora i mały zespół instrumentów (1962)
- Mélodies na sopran, mezzosopran, kontratenora, kontralt i zespół instrumentów (1962)
- Que l’oiseau se déchire na głos, klarnet i perkusistów (1962)
- Paraboles na sopran i zespół instrumentów (1965)
- Lignes na bas i 15 wykonawców (1965)
- La Cérémonie na sopran, kontratenora, baryton, chór i orkiestrę (1970)
- Old Oedip na recytatora, taśmę i dźwięki generowane elektronicznie (1970)
- La Messe des voleurs na kwartet wokalny, zespół kameralny, dźwięki generowane elektronicznie i taśmę (1972)
- L’Age de la vie na sopran, róg i harfę (1972)
- Scène 3 na sopran i małą orkiestrę (1983)
- Douce saveur na bas, rożek angielski i tubę (1984)
- Dragonbass na bas, 2 saksofony i syntezator (1993)
- Deux melodies na sopran, mezzosopran, saksofon, klarnet i altówkę (1995)
- Trois chants 1958 na sopran, 3 saksofony, 3 perkusje i 3 wiolonczele (1997)

### Utwory sceniczne
- opera kameralna Micromégas (wyst. Paryż 1979, wersja zrewid. wyst. Karlsruhe 1988)